# Hans Siebe
Hans Siebe (* 12. Februar 1919 in Berlin; † 6. März 2001 ebenda) war ein deutscher Schriftsteller.

## Leben
Hans Siebe besuchte die Volksschule und anschließend eine landwirtschaftliche Internatsschule. Er war als Kontrolleur in
der Rinderzuchtbranche tätig. Siebe nahm als Fallschirmjäger
der Wehrmacht am Zweiten Weltkrieg teil; er wurde in Polen, Norwegen und an der Ostfront eingesetzt. Nach 1945 übte er verschiedene
Tätigkeiten aus, u. a. war er Buchhändler, Pächter eines landwirtschaftlichen Betriebs und Fernfahrer. Ab 1970 lebte er als freier Schriftsteller in Ost-Berlin.
Hans Siebe veröffentlichte ab 1965 zahlreiche Romane und Erzählungen, die meist den Genres der Kriminal- und Abenteuerromane zuzurechnen sind und vor allem in den populären Heftreihen Blaulicht und Das neue Abenteuer erschienen. Daneben schrieb er für die Erzählerreihe des Militärverlags der DDR Spionagegeschichten, die in hohen Auflagen Verbreitung fanden.
Außerdem war Siebe Verfasser zahlreicher als Hans-Siebe-Krimis bekannt gewordenen Hörspiele für den Rundfunk der DDR sowie von Drehbüchern für Kriminalfilme und Schwänke für das DDR-Fernsehen.
1980 wurde er mit dem Vaterländischen Verdienstorden in Bronze ausgezeichnet.

## Werke

### Kurzromane
Blaulichtreihe
- Alte Rechnungen, Heft 167, 1976
- Schrott, Heft 181, 1977
- Der Tote im Strandbad, Heft 193, 1979
- Grüße aus Prag, Heft 204, 1980
- Suizid, Heft 216, 1982
- Die Vergeltung, Heft 221, 1982
- Der Tote im fünften Stock, Heft 231, 1984
- Rusankes Hund, Heft 237, 1984
- Das Superding, Heft 246, 1985
- Die Falle, Heft 263, 1988
- Der Beweis, Heft 271, 1989
- Der Hausmeister, Heft 278, 1989

### Bücher
- Ein Schriftsteller kommt, Berlin 1962
- Siamesische Katzen, Berlin 1964
- Ein klarer Fall, Berlin 1965
- Mord auf der Autobahn, Berlin 1965
- Nepomuk muß sterben, Berlin 1965
- Das Grab im Riedbusch, Berlin 1966
- Nahtlose Strümpfe, Berlin 1966
- Schwarze Ladung, Berlin 1966
- Vermißt wird Helmut Schnok, Berlin 1966
- Der Dritte, Berlin 1967
- Herrn Manzonis Begräbnis, Berlin 1967
- Koberlinks Schatten, Berlin 1967
- Die Trickkiste, Berlin 1967
- Golis Schlüssel, Berlin 1968
- Der Tote hat ein Alibi, Berlin 1968
- Der zweite Schuß, Berlin 1968
- Ein Kassiber für den Boss, Berlin 1969
- Papagenos Flöte, Berlin 1969
- Der Mitternachtslift, Berlin 1970
- Der Tod fährt Karussell, Berlin 1970
- Zwischen zwei und drei, Berlin 1970
- Gartenzwerge und Pistolen, Berlin 1971
- Variante zwei, Berlin 1971
- Bahnschranke Kienbusch, Berlin 1972
- Der Feuersprung, Berlin 1972
- Gepäckfach 19, Berlin 1972
- Die Seepferdchen-Spur, Berlin 1972
- Ferien am See, Berlin 1973
- Feuer in Homberg, Berlin 1973
- Die gläserne Spinne, Berlin 1973 (zusammen mit Horst Girra)
- Die Kassette, Berlin 1973
- Keine Chance für Unke, Berlin 1973
- Tod des Siebenschläfers, Berlin 1973
- Der Blitz von Waltershagen, Berlin 1974
- Funktaxi 1734, Berlin 1974
- Eines Nachtwächters Auferstehung, Berlin 1974
- Redlaffs Erben, Berlin 1974
- Die Komplizen, Berlin 1975
- Die roten Schuhe, Berlin 1975
- Die Tote von Schwarzheide, Berlin 1975
- Alte Rechnungen, Berlin 1976
- Kopfgeld, Berlin 1976
- Pferdekopf mit Hörnern, Berlin 1976
- Raritäten, Berlin 1977
- Schrott, Berlin 1977
- Ein Toter kommt nach Wiedenau, Berlin 1977
- Der Tod des Reinhard Kunelka, Berlin 1978
- Tödliche Intrige, Berlin 1978
- Schrott auf Rädern, Berlin 1979
- Der Tote im Strandband, Berlin 1979
- Der Wildunfall, Berlin 1979
- Grüße aus Prag, Berlin 1980
- Sommer in Kriebusch, Berlin 1980
- Tatmotive, Berlin 1980
- Der Verdacht, Berlin 1980
- Kunsträuber, Berlin 1981
- Das Speckgespenst, Berlin 1981
- Suizid, Berlin 1982
- Die Vergeltung, Berlin 1982
- Tödlicher Trick, Berlin 1983
- Unternehmen Heidschnucke, Berlin 1983
- Rusankes Hund, Berlin 1984
- Der Tote im fünften Stock, Berlin 1984
- Der Unfall Bilkauer Landstraße, Berlin 1984
- Aktion Januskopf, Berlin 1985
- Das Superding, Berlin 1985
- Vermißt wird Ingolf Sommer, Berlin 1985
- Tatort Eisenbahn, Berlin 1986
- Gastspiel in Dabentin, Berlin 1987
- Der Mühlenbrand, Berlin 1987
- Die Falle, Berlin 1988
- Mord war nicht geplant, Berlin 1988
- Signal auf Halt, Berlin 1988
- Der Beweis, Berlin 1989
- Der Hausmeister, Berlin 1989

### Hörspiele (Auswahl)
- 1967: Spuren im Sand – Regie: Joachim Staritz (Kriminalhörspiel – Rundfunk der DDR)
- 1969: Der Mitternachtslift – Regie: Fritz Göhler (Kriminalhörspiel – Rundfunk der DDR)
- 1971: Gepäckfach 19 – Regie: Walter Niklaus (Kriminalhörspiel – Rundfunk der DDR)
- 1973: In Sachen Rogge – Regie: Fritz-Ernst Fechner (Hörspielreihe: Tatbestand Nr. 2 – Rundfunk der DDR)
- 1974: Die roten Schuhe – Regie: Barbara Plensat (Kriminalhörspiel – Rundfunk der DDR)
- 1975: Plesskauer Harte – Regie: Joachim Staritz (Kriminalhörspiel – Rundfunk der DDR)
- 1977: Herzogs Frau – Regie: Achim Scholz (Kriminalhörspiel – Rundfunk der DDR)
- 1977: Wildwechsel – Regie: Walter Niklaus (Kriminalhörspiel – Rundfunk der DDR)
- 1978: Sommer in Kriebusch – Regie: Fritz-Ernst Fechner (Hörspiel – Rundfunk der DDR)
- 1981: Drei Bagnaresi – Regie: Horst Liepach (Hörspiel – Rundfunk der DDR)
- 1982: Der Tote im fünften Stock – Regie: Barbara Plensat (Kriminalhörspiel – Rundfunk der DDR)
- 1985: Feuersteine – Regie: Werner Grunow (Kriminalhörspiel – Rundfunk der DDR)
- 1988: Porzellan – Regie: Achim Scholz (Kriminalhörspiel – Rundfunk der DDR)
- 1990: Leichensache Gröninger Forst – Regie: Walter Niklaus (Kriminalhörspiel – Funkhaus Berlin)

### Filme
- 1975: Polizeiruf 110: Das letzte Wochenende (Fernsehen der DDR, Regie: Hans Joachim Hildebrandt) – Szenarium
- 1976: Polizeiruf 110: Schwarze Ladung (Fernsehen der DDR, Regie: Otto Holub) – Drehbuch
- 1977: Polizeiruf 110: Vermißt wird Peter Schnok (Fernsehen der DDR, Regie: Otto Holub) – literarische Vorlage
- 1986: Schäferstündchen (Fernsehen der DDR, Regie: Eberhard Schäfer)